# Robert Rumely
Robert Scott Rumely (* 23. Juni 1952 in Pullman (Washington)) ist ein US-amerikanischer Mathematiker, der sich mit Zahlentheorie beschäftigt.

## Leben
Rumely studierte am Grinnel College in Iowa (Bachelor 1974) und promovierte 1978 an der Princeton University bei Gorō Shimura (An Explicit Formula for the Grössencharacter of an Abelian Variety with Complex Multiplication). Ab 1978 war er Moore-Instructor am Massachusetts Institute of Technology und 1980/81 an der Harvard University. Ab 1981 war er Assistant Professor, ab 1985 Associate Professor und ab 1990 Professor an der University of Georgia. Er war unter anderem Gastwissenschaftler und Gastprofessor an der Macquarie University, der University of Michigan, der Brown University, am Tata Institute of Fundamental Research (1985), am IHES (1985),  am MSRI (1987), der Universität Bordeaux (1998), der Universität Paris VI und am Institut Henri Poincaré (1999).
Mit Leonard Adleman und Carl Pomerance veröffentlichte er den APR-Primzahltest (verbessert von Hendrik Lenstra und Henri Cohen und deshalb auch APRCL Test genannt).
Er befasste sich mit arithmetischer algebraischer Geometrie (zum Beispiel das Konzept der Kapazität auf algebraischen Kurven, das auch David Cantor 1980 als Erweiterung des Konzepts des transfiniten Durchmessers einführte), arithmetischer (p-adischer) Dynamik (teilweise mit Matthew Baker), Anwendungen mathematischer Logik in der Arithmetik, algebraischer Zahlentheorie. Zum Beispiel zeigte er 1986, dass es im Gegensatz zu den ganzen Zahlen bei dem Ring algebraischer ganzer Zahlen einen Algorithmus für Hilberts zehntes Problem gibt.
1984 bis 1987 war er Sloan Research Fellow.

## Schriften
- Capacity theory on algebraic curves (Lecture Notes in Mathematics; Bd. 1378). Springer, Berlin 1989, ISBN 3-540-51410-4.
- Existence of the sectional capacity (Memoirs of the AMS; Bd. 145). American Mathematical Society, Providence, R.I. 2000, ISBN 0-8218-2058-3 (zusammen mit Chi F. Lau und Robert Varley).
- Arithmetic over the ring of all algebraic integers, J. Reine Angew. Math., Band 368, 1966, S. 127–133

## Verweise
1. ↑  Adleman, Pomerance, Rumely: On distinguishing prime numbers from composites, Annals of Mathematics, Bd. 117, 1983, S. 173. Dazu auch Rumely: Recent advances in primality testing, Notices AMS, August 1983
2. ↑  Rumely: Undecidability and definability in the theory of global fields. Transactions AMS Bd. 262, 1981, S. 195–217, Arithmetic over the ring of all algebraic integers. Journal für Reine und Angewandte Mathematik, Bd. 368, 1986, S. 127–133.

| Personendaten    | Personendaten                             |
| ---------------- | ----------------------------------------- |
| NAME             | Rumely, Robert                            |
| ALTERNATIVNAMEN  | Rumely, Robert Scott (vollständiger Name) |
| KURZBESCHREIBUNG | US-amerikanischer Mathematiker            |
| GEBURTSDATUM     | 23. Juni 1952                             |
| GEBURTSORT       | Pullman (Washington)                      |